# 與雪女同行吃蟹
《與雪女同行吃蟹》是由日本漫畫家Gino0808創作的青年漫畫，於2019年1月28日至2021年1月2日在《週刊Young Magazine》連載。故事敘述因為遭誣告性騷擾罪失去一切而企圖尋短的的男子「北」，偶然看見電視介紹北海道的螃蟹，為了實現死前品嘗螃蟹的願望，與偶遇的已婚女子「雪枝彩女」在日本展開長途旅行的經歷。漫畫作品因為涉及性描寫，被分級為未滿18歲不得觀看。本篇全68話，附加1篇後日談特別篇。漫畫單行本最終卷追加附錄1篇。
本篇完結後，番外短篇連載《與雪女同行吃蟹 沖繩篇》（日語：雪女と蟹を食う 沖縄編）於2022年7月4日在《周刊Young Magazine》2022年31號上開始短期集中連載，全9話。補述北和彩女婚後前往沖繩旅行的經歷。

## 故事簡介

### 漫畫本傳
北（本名小日向陽平）是曾任消防員的失業獨居男子，由於先前曾經在搭乘電車期間被女高中生誣告性騷擾，遭除職的同時被家人斷絕往來，還和當時交往的女友分手。在租屋處準備上吊尋短時，剛好發現電視節目正在介紹北海道的螃蟹美食，還意外地在圖書館查詢資料的期間邂逅知名作家雪枝一騎的妻子——雪枝彩女。北（陽平）尾隨彩女至她的住處，脅迫對方給予財物，彩女為保自身安全而和北（陽平）發生性關係，與北（陽平）相談期間理解他想要取財和前往北海道品嚐螃蟹的緣由，產生興趣的同時表明願意提供金援同行。
以此事為契機，北（陽平）與彩女決定在這個夏天展開專屬兩人、路經多個縣市的公路旅行，沿途體會旅途當地的各種風光、美食、文化、人情，雙方的關係與處事態度也在這段期間產生變化。北（陽平）因為偶然在旅途中住宿旅館期間外出迷路，認識「十字星俱樂部」夜店女公關的瑪莉亞等人出手相助，協助瑪莉亞打理生活和憑藉職業經驗解決夜店的火災事件。彩女與北（陽平）會合後繼續旅程，北（陽平）獲知彩女不僅與丈夫的婚姻出現隔閡，更是在旅途中表現出厭世準備尋短的舉動。
另一方面，一騎與助手谷內發展婚外情，兩者以取材為名義採用原先一騎本預定與彩女同行的旅遊行程出遊，當中一騎吐露自己和彩女從相識結婚、到對彩女的執著心產生畏懼的經歷，而他筆下的作品《與雪女同行吃蟹》，正是從與彩女相處的經驗著作而成。狹路相逢的北（陽平）與一騎為了彩女的事情發生肢體衝突，彩女出面調停，同時向一騎攤牌表明離婚出戶的決定。最終，北（陽平）與彩女正視彼此的心意，萌生希望與對方扶持的念頭，抵達旅途終點北海道的四季彩之丘，為旅途畫下完美句點，回程途中彩女還從北（陽平）的駕照，得知他的真實姓名。時隔一年後，已為人妻且懷有身孕的瑪莉亞收到來自北（陽平）的問候明信片；一騎離婚後過著獨居生活；彩女與北（陽平）成為戀人，共同遷居北海道生活。

### 沖繩篇
北行之旅的半年過後，北（陽平）與彩女結婚成為夫妻，前往北（陽平）的家族成員居住的故鄉沖繩蜜月旅行。由於當年北（陽平）被誣告一事，令其與家族成員產生隔閡，這使得北（陽平）必須面對來自家族成員不諒解的態度，最終因為北（陽平）的努力、彩女與北（陽平）的堂妹琉花居中緩和中人互動，才讓北（陽平）正式和家族成員化解心結。故事以北（陽平）與彩女邀請北（陽平）的家族成員出席補辦婚禮作結。

## 登場角色
北 / 小日向陽平
本作男主角，愛知縣海老岡市出身，本名「小日向陽平」。28歲。父親是沖繩本島出身，母親的老家則位於石垣島白保地區。原本是消防員，但因為在電車上遭遇女高中生誣告性騷擾罪行，導致他不但失去工作、罹患創傷後壓力症候群，連家人和女友也跟他斷絕往來。失意企圖尋短之際，偶然瞥見電視節目介紹北海道的螃蟹美食，萌生離開人世前要品嘗螃蟹的想法，在圖書館搜尋資料期間邂逅雪枝彩女，闖進彩女的家裡向對方索討金錢和發生性關係後，獲得她的金援，化名為「北」與之共同踏上旅程。
喜歡甜食。前期性格消極且敏感脆弱，但隨著旅途進展逐漸被彩女吸引，經常引用《銀河鐵道之夜》的劇情審視自己與彩女的關係，也展現出富擔當的一面。旅途期間因為偶然在半夜走出旅館散步迷路，獲得夜店女公關瑪莉亞暫時協助收留，幫她打理生活幾天後與彩女會合。為了彩女的事情，與彩女的丈夫一騎發生衝突，最終由彩女出面斡旋而收手。漫畫結局最終與彩女共同生活，番外篇補述兩人移居北海道後，北在當地從事農業維生。
番外短篇連載《與雪女同行吃蟹 沖繩篇》補述北（陽平）和彩女在共赴旅行的半年後結婚，兩者共赴沖繩新婚旅行，在旅途中陸續和當地親友重逢，化解因為冤罪造成的誤會。結局時與彩女補辦婚禮，邀請親友們出席，並生有一個兒子。
雪枝彩女/北彩女/小日向彩女
本作女主角，知名小說家雪枝一騎的妻子。婚前舊姓北。愛好閱讀，擅長料理，看似熱情但時常在言談舉止中流露絕望之情。怕冷體質，無法長時間泡澡，罹患夜盲症。學生時期與身為時任文學教師的一騎相識，為了追隨對方選擇離開雙親前往東京，與一騎結婚，但在婚後為了維持家計和支援當時尚未在文壇走紅的丈夫，瞞著後者從事性交易賺取金錢，後由於被一騎發現此事，加著對方特意保持距離，導致雙方感情變得疏遠。心生絕望時偶然看見電視節目介紹北海道的螃蟹，產生嚮往之情。
偶遇同樣對人生失去希望、闖進家裡搶劫的北，與之發生性關係，對其想要在死前品味螃蟹的想法產生興趣，同意與北踏上旅途兼提供旅費，自身也在與北互動的過程中逐漸重拾希望。最終選擇與一騎離婚，與北共同生活，兩人移居北海道後，彩女擔任薰衣草園的管理員。
番外短篇連載《與雪女同行吃蟹 沖繩篇》補述北（陽平）和彩女在共赴旅行的半年後結婚，兩者共赴沖繩新婚旅行，後來兩者補辦兼邀請親友出席婚禮。婚後從姓「小日向」，並生有一個兒子。
雪枝一騎
知名小說家，故事開始時是彩女的丈夫，筆名「雪淵一騎（ゆきぶち いっき）」，對彩女抱有複雜的情感。過去在彩女就讀的學校擔任文學教師，向彩女推薦太宰治的書籍，後來辭去教職前往東京的大學，與追隨他抵達東京的彩女在未辦婚禮的狀態結婚。婚後不但因為發現彩女瞞著他從事性交易而深受打擊，還察覺彩女渴望他成為頂尖作家的執念心生恐懼，轉而疏離彩女和助理谷內發展婚外情，以彩女為原型寫成小說《與雪女同行吃蟹》。以取材為名義，偕同助理展開雙人旅行，後來在旅途中與北並大打出手，被彩女當眾提出離婚。結局時維持獨居狀態。
瑪莉亞
北在旅途期間，偶然在北海道札幌薄野認識的「十字星俱樂部」夜店女公關，25歲。外型和北的前女友真央相似，個性樂於助人但不擅整理房間，實則害怕寂寞，渴望可靠的異性陪伴。17歲時因為未婚懷孕，為了留下腹中的孩子「理比人」與父母發生爭執，退學離家出走住在老闆的熟識的房子，憑藉著自身努力成為店裡紅牌，但最終不慎流產。雖然不懂聖經，但有固定前往教堂朝拜的習慣。對北抱有好感，暱稱他「大五郎」、「熊」，同時對彩女留有深刻印象。
因為半夜走出旅館散心的北向她問路而認識對方，翌日在餐廳再遇北，將自己的丼飯施捨給後者，還暫時讓他借住自己的套房，北則為了回報她幫忙整理房間與接送她返回住處。後來在夜店發生火災時獲得北協助解危，得知他的遭遇心生同情後發生性關係，與後者約定倘若他活著回來，一定要跟她聯絡。漫畫結局於一年後結婚且懷有身孕，收到北寄給她的明信片而當場落淚。
涼香
瑪莉亞的同事兼夜店女公關，27歲。在北因為迷路暫時和彩女分開期間，給予對方幫助，但也提醒北不可以對瑪莉亞出手。在夜店火災事件向趕來救援的北轉述事發經過，對北救出瑪莉亞和平息火災抱持感激。
美彌妃
瑪莉亞的同事兼夜店女公關。在北因為迷路暫時和彩女分開期間，給予對方幫助。
安吉
瑪莉亞的新同事兼夜店女公關，因為與已婚熟客田邊有所往來，被涼香發現和轉述給瑪莉亞。後來田邊的妻子登門問罪兼使用店裡的酒精點燃手帕，造成夜店失火。
由香
北在鶴岡市立加茂水族館偶遇的小女孩，初登場時因為兔子布偶的耳朵裝飾遺失感到難過，適逢北買下想贈與彩女的戒指、但顧及彩女已婚身份，北遂將戒指贈與由香作為布偶的新裝飾。後來偕同母親造訪北海道的四季彩之丘時與北再會，將戒指歸還給對方，北則摘採當地的花朵做成新裝飾交給她。
谷內
雪枝一騎的女助理兼婚外情對象，輔助一騎檢視寫作和安排行程。目擊北與一騎發生肢體衝突感到震驚。
琉花
番外短篇連載《與雪女同行吃蟹 沖繩篇》登場，北（陽平）的堂妹。個性開朗積極，在沖繩當地鄰近公車站的小店舖擔任店員，稱呼北（陽平）為「小陽」。在北（陽平）與彩女共赴沖繩旅行期間，主動與北（陽平）相認，卻導致彩女心生忌意，直至北（陽平）在沖繩美麗海水族館向彩女證明心意才釐清誤會。後來在北（陽平）帶領彩女參加家族聚會期間，透過手機視訊通話向家族成員表態支持北（陽平）兼說明後者遭冤罪的實情，促成北（陽平）與家族成員和解。結局時受邀擔任北（陽平）與彩女的婚禮主持人。
北（陽平）的兄長
番外短篇連載《與雪女同行吃蟹 沖繩篇》登場，本名不明。單身。兒時和北（陽平）感情良好，但在北（陽平）發生冤罪事件後，對其造成家庭關係出現裂痕頗有不滿。後來在北（陽平）與彩女共赴沖繩旅行兼拜訪家族成員期間，向北（陽平）轉述家庭在冤罪事件後的變化，對彩女抱持良好印象，同時發現母親因為彩女的到來令病情好轉而感到驚訝，經由琉花的調節正式與北（陽平）和解。結局時受邀出席北（陽平）與彩女的婚禮。
北（陽平）的父親
番外短篇連載《與雪女同行吃蟹 沖繩篇》登場，本名不明。在北（陽平）發生冤罪事件後，提前退休和賣掉房子，偕同妻子與長子遷居至石垣島，仰賴退休金維持生活。後來在北（陽平）與彩女共赴沖繩旅行兼拜訪家族成員期間，偕同親友為北（陽平）舉辦返鄉聚會。結局時受邀出席北（陽平）與彩女的婚禮。
北（陽平）的母親
番外短篇連載《與雪女同行吃蟹 沖繩篇》登場，本名不明。在北（陽平）發生冤罪事件後，罹患憂鬱症，偕同丈夫和長子住在老家石垣島生活。後來在北（陽平）與彩女共赴沖繩旅行兼拜訪家族成員期間，因為北（陽平）與彩女幫助驅趕闖進住宅裡的椰子蟹，以此機緣和北（陽平）相認，偕同親友為北（陽平）舉辦返鄉聚會，加著彩女的關切令病情好轉。結局時受邀出席北（陽平）與彩女的婚禮。

## 出版書籍
| 卷數 | 講談社        | 講談社                 | 東立出版社     | 東立出版社             |
| 卷數 | 發售日期      | ISBN                   | 發售日期       | ISBN                   |
| ---- | ------------- | ---------------------- | -------------- | ---------------------- |
| 1    | 2019年6月6日  | ISBN 978-4-0651-5470-0 | 2020年4月10日  | ISBN 978-957-26-4806-3 |
| 2    | 2019年9月6日  | ISBN 978-4-0651-6986-5 | 2021年9月10日  | ISBN 978-957-26-4807-0 |
| 3    | 2019年12月6日 | ISBN 978-4-0651-7856-0 | 2021年10月28日 | ISBN 978-957-26-4808-7 |
| 4    | 2020年3月6日  | ISBN 978-4-0651-8841-5 | 2022年7月15日  | ISBN 978-957-26-8672-0 |
| 5    | 2020年6月5日  | ISBN 978-4-0651-9992-3 | 2023年7月31日  | ISBN 978-626-7185-40-7 |
| 6    | 2020年9月4日  | ISBN 978-4-0652-0678-2 |                |                        |
| 7    | 2020年12月4日 | ISBN 978-4-0652-1712-2 |                |                        |
| 8    | 2021年3月5日  | ISBN 978-4-0652-2605-6 |                |                        |
| 9    | 2022年12月6日 | ISBN 978-4-06-529803-9 |                |                        |

## 電視劇
改編電視劇定於2022年7月9日（8日深夜）至9月24日（23日深夜）在東京電視台電視劇24時段播出，由重岡大毅主演。
台灣由GP+於7月9日起同步跟播。

### 演員列表
- 北〈27〉：重岡大毅（Johnny's WEST）[8]
- 雪枝彩女〈38〉：入山法子[8]
- 雪枝一騎〈57〉：勝村政信[8]
- 瑪麗亞〈24〉：久保田紗友[8]
- 巡健人〈39〉：淵上泰史[8]
- 涼香：橋本萌花
- 美彌妃：穗乃果凜
- 柴田：木村知貴
- 谷內：齋藤里菜

### 製作團隊
- 原作：Gino0808《與雪女同行吃蟹》
- 導演：內田英治、柴田啓佑、松本優作
- 劇本：、燈敦生
- 音樂製作人：田井基良
- 音樂：Teje×田井千里
- 主題曲：Johnny's WEST（Johnny's Entertainment Record）
- 片尾曲：樋口愛（波麗佳音）
- 標題設計：hive
- 執行製作人：祖父江里奈（東京電視台）
- 企劃、製作：松本拓（東京電視台）
- 製作人：勝俁圓（DASH）、尾關玄（DASH）、新谷朋成（DASH）
- 製作：東京電視台、DASH

### 播出日程
| 集數   | 播出日期 | 副標題 | 標題 | 劇本         | 導演              |
| ------ | -------- | ------ | ---- | ------------ | ----------------- |
| 第1話  | 7月09日  |        |      | まなべゆきこ | 内田英治          |
| 第2話  | 7月16日  |        |      | まなべゆきこ | 内田英治          |
| 第3話  | 7月23日  |        |      | イ・ナウォン | 柴田啓佑          |
| 第4話  | 7月30日  |        |      | イ・ナウォン | 柴田啓佑          |
| 第5話  | 8月06日  |        |      | まなべゆきこ | 内田英治 柴田啓佑 |
| 第6話  | 8月13日  |        |      | まなべゆきこ | 内田英治          |
| 第7話  | 8月20日  |        |      | 灯敦生       | 松本優作          |
| 第8話  | 8月27日  |        |      | 灯敦生       | 内田英治          |
| 第9話  | 9月03日  |        |      | まなべゆきこ | 柴田啓佑          |
| 第10話 | 9月10日  |        |      | イ・ナウォン | 松本優作          |
| 第11話 | 9月17日  |        |      | イ・ナウォン | 内田英治          |
| 最終話 | 9月24日  |        |      | まなべゆきこ | 内田英治          |

## 備註
1. ↑  漫畫第65話，補述北與彩女於同一天看見相同的節目，雙方才各自產生造訪北海道吃蟹的想法。[5]

## 外部連結
- 漫畫官方網站 （日語）
- 電視劇官方網站 （日語）
  - 電視劇的X（前Twitter）
  - 電視劇的Instagram帳戶

| 日本 東京電視台 電視劇24             | 日本 東京電視台 電視劇24                           | 日本 東京電視台 電視劇24 |
| ------------------------------------ | -------------------------------------------------- | ------------------------ |
|                                      | 與雪女同行吃蟹 （2022年7月9日－9月24日）           |                          |
| 白飯修行僧 （2022年4月9日－6月25日） | 孤獨的美食家 Season 10 （2022年10月8日－12月24日） |                          |